# 庫爾舒姆利亞
庫爾舒姆利亞（塞尔维亚语：／，發音：[kurʃǔmlija]）是塞爾維亞的一座城市。位於塞爾維亞的南部地區。行政區的面積是952 km2（367.57 sq mi）。

## 外部連結
- Kur?umlija site （页面存档备份，存于）
- Kur?umlija presentation movie （页面存档备份，存于）
- Viktor Kosteski （页面存档备份，存于）
- Movie about Kur?umlija - english （页面存档备份，存于）